# Paarse zee-egel
De paarse zee-egel (Strongylocentrotus purpuratus) is een zee-egel uit de familie Strongylocentrotidae, die voorkomt langs de westkust van Noord-Amerika.
Het dier heeft een paarse kleur, en wordt, exclusief stekels, tot ongeveer 10 centimeter groot. Het leeft in lage delen van het littoraal en in het sublittoraal en voedt zich met algen.
Het genoom van S. purpuratus is ongeveer 814.000.000 baseparen lang, en telt 23.300 genen, hetgeen opvallend veel is. Het genoom is bovendien opvallend gelijkend aan dat van de mens.
De paarse zee-egel kan licht waarnemen middels lichtgevoelige cellen, met een resolutie van ongeveer 10 graden. Het dier wordt daarbij geholpen door de vele stekels, die van de zijkant invallend licht tegenhouden. Verondersteld wordt dat de resolutie beter wordt bij meer stekels.

## Ecologie
Door veranderingen van de watertemperatuur is de populatie van deze zee-egels voor de kust van Californië extreem gegroeid, zodat grote zeewierbossen door overbegrazing verwoest zijn.
--